# (17196) Mastrodemos
(17196) Mastrodemos est un astéroïde de la ceinture principale.

## Description
(17196) Mastrodemos est un astéroïde de la ceinture principale. Il fut découvert le 3 décembre 1999 à la station Anderson Mesa par le programme LONEOS. Il présente une orbite caractérisée par un demi-grand axe de 2,77 UA, une excentricité de 0,08 et une inclinaison de 7,5° par rapport à l'écliptique.

## Compléments